# رومان حمومه
رومان حَمّومه (فرانسوی: Romain Hamouma‎؛ زادهٔ ۲۹ مارس ۱۹۸۷) بازیکن فوتبال اهل فرانسه است.
از باشگاه‌هایی که در آن بازی کرده‌است می‌توان به باشگاه فوتبال کان و باشگاه فوتبال سن-اتین اشاره کرد.